# اینویکتا
اینویکتا (انگلیسی: Invicta) شرکت پوشاک ایتالیایی است، که در سال ۱۹۰۶ تأسیس شد.